# Platypalpus ozerovi
Platypalpus ozerovi är en tvåvingeart som beskrevs av Igor Shamshev 1999. Platypalpus ozerovi ingår i släktet Platypalpus och familjen puckeldansflugor. Inga underarter finns listade i Catalogue of Life.